# Pákistán na letních olympijských hrách
Pákistán na letních olympijských hrách startuje od roku 1948. Toto je přehled účastí, medailového zisku a vlajkonošů na dané sportovní události.

## Účast na Letních olympijských hrách
| Dějiště LOH            | LOH      | Vlajkonoš                             | Zlatá medaile | Stříbrná medaile | Bronzová medaile | Celkem |
| ---------------------- | -------- | ------------------------------------- | ------------- | ---------------- | ---------------- | ------ |
| 1948 Londýn            | LOH 1948 | Ahmed Khan Zahur                      |               |                  |                  | 0      |
| 1952 Helsinky          | LOH 1952 | Niaz Khan                             |               |                  |                  | 0      |
| 1956 Melbourne         | LOH 1956 | Abdul Hamid                           |               | 1                |                  | 1      |
| 1960 Řím               | LOH 1960 | Mohamed Iqbal                         | 1             |                  | 1                | 2      |
| 1964 Tokio             | LOH 1964 | Manzoor Hussain Atif                  |               | 1                |                  | 1      |
| 1968 Ciudad de México  | LOH 1968 | Tárik Azíz                            | 1             |                  |                  | 1      |
| 1972 Mnichov           | LOH 1972 | Mohammad Malik Arshad                 |               | 1                |                  | 1      |
| 1976 Montréal          | LOH 1976 | Abdul Rašíd                           |               |                  | 1                | 1      |
| 1980 Moskva            | 1980     |                                       |               |                  |                  | Ne     |
| 1984 Los Angeles       | LOH 1984 | Manzoor Hussain                       | 1             |                  |                  | 1      |
| 1988 Soul              | LOH 1988 | Nasir Ali                             |               |                  | 1                | 1      |
| 1992 Barcelona         | LOH 1992 | Shahbaz Ahmed                         |               |                  | 1                | 1      |
| 1996 Atlanta           | LOH 1996 | Manzoor Ahmed                         |               |                  |                  | 0      |
| 2000 Sydney            | LOH 2000 | Ahmed Alam                            |               |                  |                  | 0      |
| 2004 Athény            | LOH 2004 | Muhammad Nadeem                       |               |                  |                  | 0      |
| 2008 Peking            | LOH 2008 | Zeeshan Ashraf                        |               |                  |                  | 0      |
| 2012 Londýn            | LOH 2012 | Sohail Abbas                          |               |                  |                  | 0      |
| 2016 Rio de Janeiro    | LOH 2016 | Shah Hussain Shah                     |               |                  |                  | 0      |
| 2020 Tokio             | LOH 2020 | Mahoor Shahzad Muhammad Khalil Akhtar |               |                  |                  | 0      |
| 2024 Paříž             | LOH 2024 | Nadeem                                | 1             |                  |                  | 1      |
| Celkem                 | 18       |                                       | 4             | 3                | 4                | 11     |
| Zdroj na Olympedia.org |          |                                       |               |                  |                  |        |